# ゼンリン電子地図帳
ゼンリン電子地図帳（-でんしちずちょう）は、ゼンリンから販売されていたWindows用地図ソフト。

## 概要
1995年に発売された「ゼンリン電子地図」シリーズの後継といえ、かつてはトライアイズの前身に開発を委託していた。
その他にジャストシステムが販売していた「速攻！全国ゼンリン電子地図帳」シリーズがある（現在は販売終了）。
なお、サポート期間があり発売日から3年間である。
- 機能：ルート探索、計測（面積、距離・時間）
- 他ソフトとの連携：駅すぱあと、筆まめ、筆王など

1998年6月に「ゼンリン電子地図帳Z[zi:]」が発売され、2019年2月発売の「ゼンリン電子地図帳Zi21」まで21本のソフトが発売された。
2020年1月6日、ゼンリンは「ゼンリン電子地図帳」シリーズの開発・販売終了を発表する。

## バージョン
- ゼンリン電子地図帳Z[zi:]

1998年6月発売。「全国版」のみ。
- ゼンリン電子地図帳Z[zi:]for BUSINESSMAN

1998年11月発売。
- ゼンリン電子地図帳Z[zi:]II

1999年6月19日発売。「全国版」「首都圏版」「東日本版」「西日本版」
- ゼンリン電子地図帳Z[zi:]III

2000年6月発売。
- ゼンリン電子地図帳Z[zi:]IV

2001年6月2日発売。iモードのゼンリン携帯マップと連携。
- ゼンリン電子地図帳Z[zi:]5

2002年6月発売。デンソーのマップコードに対応。
- ゼンリン電子地図帳Z[zi:]6

2003年7月31日発売。NTTのタウンページに対応。
- ゼンリン電子地図帳Z[zi:]7

2004年9月発売。
- ゼンリン電子地図帳Z[zi:]8（ズィー・エイト）

2005年11月25日発売。「DVD全国版」（DVD1枚）、「CD全国版」（CD17枚）、「DVD西日本版」（DVD1枚）、「DVD東日本版」（DVD1枚）、「DVD関東・東海・関西版」（DVD1枚）
- ゼンリン電子地図帳Zi9（ズィー・ナイン）

2007年2月9日発売。「DVD全国版」（DVD3枚）、「DVD西日本版」（DVD2枚）、「DVD東日本版」（DVD2枚）、「DVD関東・東海・関西版」（DVD2枚）
- ゼンリン電子地図帳Zi10（ジー・テン）

2007年11月8日発売。「DVD全国版」（DVD3枚）、「DVD西日本版」（DVD2枚）、「DVD東日本版」（DVD2枚）、「DVD関東・東海・関西版」（DVD2枚）
- ゼンリン電子地図帳Zi11（ジー・イレブン）

2008年11月14日発売。「DVD全国版」（DVD3枚）、「DVD西日本版」（DVD2枚）、「DVD東日本版」（DVD2枚）、「DVD関東・東海・関西版」（DVD2枚）
- ゼンリン電子地図帳Zi12（ジー・トゥエルブ）

2009年9月18日発売。「DVD全国版」（DVD3枚）、「DVD西日本版」（DVD2枚）、「DVD東日本版」（DVD2枚）、「DVD関東・東海・関西版」（DVD2枚）
- ゼンリン電子地図帳Zi13（ジー・サーティーン）

2010年11月19日発売。「DVD全国版」（DVD3枚）、「DVD全国版アップグレード/乗換専用」（DVD3枚）、「DVD全国版バージョンアップ版」（DVD3枚）、「DVD全国版法人様向けライセンス販売」
- ゼンリン電子地図帳Zi14（ジー・フォーティーン）

2011年11月25日発売。「DVD全国版」（DVD3枚）、「DVD全国版アップグレード/乗換専用」（DVD3枚）、「DVD全国版バージョンアップ版」（DVD3枚）、「DVD全国版5ライセンスパック」（DVD3枚）、「DVD全国版法人様向けライセンス販売」
- ゼンリン電子地図帳Zi15（ジー・・フィフティーン）

2012年12月7日発売。
- ゼンリン電子地図帳Zi16（ジー・シックスティーン）

2013年11月22日発売。
- ゼンリン電子地図帳Zi17（ジー・セブンティーン）

2014年12月12日発売。
- ゼンリン電子地図帳Zi18（ジー・エイティーン）

2015年11月13日発売。
- ゼンリン電子地図帳Zi19（ジー・ナインティーン）

2016年11月11日発売。
- ゼンリン電子地図帳Zi20（ジー・トゥエンティー）

2018年2月9日発売。
- ゼンリン電子地図帳Zi21（ジー・トゥエンティーワン）

2019年2月15日発売。

## ゼンリン電子地図帳Z[zi:]Professional
業務用のGISマーケティング向け地図ソフト。
- ゼンリン電子地図帳Z[zi:]Professional

2002年3月22日発売。
- ゼンリン電子地図帳Z[zi:]Professional2

2003年3月28日発売。
- ゼンリン電子地図帳Z[zi:]Professional3

2004年1月28日発売。
- ゼンリン電子地図帳Z[zi:]Professional4

2005年2月22日発売。
- ゼンリン電子地図帳Z[zi:]Professional5（プロフェッショナル・ファイブ）

2005年11月25日発売。DVD版・CD版。データは同時発売のZ[zi:]8と同様。
- ゼンリン電子地図帳Zi・PROFESSIONAL6（ジー・プロフェッショナル・シックス）

2008年3月13日発売。基本機能はZi10と同様。
- ゼンリン電子地図帳Zi・PROFESSIONAL7（ジー・プロフェッショナル・セブン）

2009年3月6日発売。